# Hamza Mathlouthi
Hamza Mathlouthi (in arabo حمزة المثلوثي‎?; Biserta, 25 luglio 1992) è un calciatore tunisino, difensore dello Zamalek e della nazionale tunisina.

## Caratteristiche tecniche
È un terzino destro.

## Carriera

### Club
Il 3 agosto 2016 firma un quadriennale con lo Sfaxien. Il 21 luglio 2020 lascia lo Sfaxien – di cui è stato capitano e con cui ha vinto una Coppa di Tunisia nel 2019 – accordandosi con lo Zamalek in cambio di 2 milioni di dollari.

### Nazionale
Esordisce in nazionale il 5 marzo 2014 contro la Colombia, in amichevole. Con la selezione tunisina ha preso parte a tre edizioni della Coppa d'Africa (2015, 2017, 2021).

## Statistiche

### Presenze e reti nei club
Statistiche aggiornate al 27 novembre 2024.
| Stagione        | Squadra         | Campionato      | Campionato | Campionato | Coppe nazionali | Coppe nazionali | Coppe nazionali | Coppe continentali | Coppe continentali | Coppe continentali | Altre coppe | Altre coppe | Altre coppe | Totale | Totale |
| Stagione        | Squadra         | Comp            | Pres       | Reti       | Comp            | Pres            | Reti            | Comp               | Pres               | Reti               | Comp        | Pres        | Reti        | Pres   | Reti   |
| --------------- | --------------- | --------------- | ---------- | ---------- | --------------- | --------------- | --------------- | ------------------ | ------------------ | ------------------ | ----------- | ----------- | ----------- | ------ | ------ |
| 2016-2017       | Sfaxien         | L1              | 13+10      | 0+1        | CT              | 1               | 0               | CC                 | 10                 | 0                  | -           | -           | -           | 34     | 1      |
| 2017-2018       | Sfaxien         | L1              | 24         | 0          | CT              | 3               | 0               | -                  | -                  | -                  | -           | -           | -           | 27     | 0      |
| 2018-2019       | Sfaxien         | L1              | 19         | 3          | CT              | 4               | 0               | CC                 | 8                  | 1                  | -           | -           | -           | 31     | 4      |
| 2019-2020       | Sfaxien         | L1              | 14         | 2          | CT              | 1               | 0               | CC                 | 2                  | 0                  | -           | -           | -           | 17     | 2      |
| Totale Sfaxien  | Totale Sfaxien  | Totale Sfaxien  | 80         | 6          |                 | 9               | 0               |                    | 20                 | 1                  |             | -           | -           | 109    | 7      |
| 2020-2021       | Zamalek         | PL              | 19         | 0          | CE              | 4               | 0               | CCL                | 3                  | 0                  | -           | -           | -           | 26     | 0      |
| 2021-2022       | Zamalek         | PL              | 24         | 0          | CE              | 3               | 0               | CCL                | 7                  | 0                  | SE          | 1           | 0           | 35     | 0      |
| 2022-2023       | Zamalek         | PL              | 26         | 0          | CE              | 5               | 1               | CCL                | 5                  | 0                  | -           | -           | -           | 36     | 1      |
| 2023-2024       | Zamalek         | PL              | 28         | 1          | CE              | 1               | 0               | ACC+CC             | 3+13               | 0+3                | -           | -           | -           | 48     | 4      |
| 2024-2025       | Zamalek         | PL              | 3          | 0          | CE              | 0               | 0               | CC                 | 3                  | 0                  | SE+SA       | 2+1         | 0           | 9      | 0      |
| Totale Zamalek  | Totale Zamalek  | Totale Zamalek  | 100        | 1          |                 | 13              | 1               |                    | 34                 | 3                  |             | 4           | 0           | 151    | 5      |
| Totale carriera | Totale carriera | Totale carriera | 180        | 7          |                 | 22              | 1               |                    | 54                 | 4                  |             | 4           | 0           | 260    | 12     |

### Cronologia presenze e reti in nazionale
| Cronologia completa delle presenze e delle reti in nazionale ― Tunisia | Cronologia completa delle presenze e delle reti in nazionale ― Tunisia | Cronologia completa delle presenze e delle reti in nazionale ― Tunisia | Cronologia completa delle presenze e delle reti in nazionale ― Tunisia | Cronologia completa delle presenze e delle reti in nazionale ― Tunisia | Cronologia completa delle presenze e delle reti in nazionale ― Tunisia | Cronologia completa delle presenze e delle reti in nazionale ― Tunisia | Cronologia completa delle presenze e delle reti in nazionale ― Tunisia |
| Data                                                                   | Città                                                                  | In casa                                                                | Risultato                                                              | Ospiti                                                                 | Competizione                                                           | Reti                                                                   | Note                                                                   |
| ---------------------------------------------------------------------- | ---------------------------------------------------------------------- | ---------------------------------------------------------------------- | ---------------------------------------------------------------------- | ---------------------------------------------------------------------- | ---------------------------------------------------------------------- | ---------------------------------------------------------------------- | ---------------------------------------------------------------------- |
| 5-3-2014                                                               | Cornellà de Llobregat                                                  | Colombia                                                               | 1 – 1                                                                  | Tunisia                                                                | Amichevole                                                             | -                                                                      |                                                                        |
| 28-5-2014                                                              | Seul                                                                   | Corea del Sud                                                          | 0 – 1                                                                  | Tunisia                                                                | Amichevole                                                             | -                                                                      |                                                                        |
| 7-6-2014                                                               | Bruxelles                                                              | Belgio                                                                 | 1 – 0                                                                  | Tunisia                                                                | Amichevole                                                             | -                                                                      | 83’                                                                    |
| 6-9-2014                                                               | Monastir                                                               | Tunisia                                                                | 2 – 1                                                                  | Botswana                                                               | Qual. Coppa d'Africa 2015                                              | -                                                                      |                                                                        |
| 10-10-2014                                                             | Dakar                                                                  | Senegal                                                                | 0 – 0                                                                  | Tunisia                                                                | Qual. Coppa d'Africa 2015                                              | -                                                                      |                                                                        |
| 15-10-2014                                                             | Monastir                                                               | Tunisia                                                                | 1 – 0                                                                  | Senegal                                                                | Qual. Coppa d'Africa 2015                                              | -                                                                      |                                                                        |
| 14-11-2014                                                             | Gaborone                                                               | Botswana                                                               | 0 – 0                                                                  | Tunisia                                                                | Qual. Coppa d'Africa 2015                                              | -                                                                      |                                                                        |
| 19-11-2014                                                             | Monastir                                                               | Tunisia                                                                | 2 – 1                                                                  | Egitto                                                                 | Qual. Coppa d'Africa 2015                                              | -                                                                      |                                                                        |
| 11-1-2015                                                              | Tunisi                                                                 | Tunisia                                                                | 1 – 1                                                                  | Algeria                                                                | Amichevole                                                             | -                                                                      | 76’                                                                    |
| 18-1-2015                                                              | Ebebiyín                                                               | Tunisia                                                                | 1 – 1                                                                  | Capo Verde                                                             | Coppa d'Africa 2015 - 1º turno                                         | -                                                                      |                                                                        |
| 26-1-2015                                                              | Ebebiyín                                                               | RD del Congo                                                           | 1 – 1                                                                  | Tunisia                                                                | Coppa d'Africa 2015 - 1º turno                                         | -                                                                      |                                                                        |
| 31-1-2015                                                              | Bata                                                                   | Tunisia                                                                | 1 – 2 dts                                                              | Guinea Equatoriale                                                     | Coppa d'Africa 2015 - Quarti di finale                                 | -                                                                      |                                                                        |
| 27-3-2015                                                              | Oita                                                                   | Giappone                                                               | 2 – 0                                                                  | Tunisia                                                                | Amichevole                                                             | -                                                                      | 90+1’                                                                  |
| 31-3-2015                                                              | Nanchino                                                               | Cina                                                                   | 1 – 1                                                                  | Tunisia                                                                | Amichevole                                                             | -                                                                      | 46’                                                                    |
| 9-10-2015                                                              | Radès                                                                  | Tunisia                                                                | 3 – 3                                                                  | Gabon                                                                  | Amichevole                                                             | -                                                                      |                                                                        |
| 19-10-2015                                                             | Radès                                                                  | Tunisia                                                                | 1 – 0                                                                  | Libia                                                                  | Q. Campionato delle Nazioni Africane 2016                              | -                                                                      |                                                                        |
| 13-11-2015                                                             | Nouakchott                                                             | Mauritania                                                             | 1 – 2                                                                  | Tunisia                                                                | Qual. Mondiali 2018                                                    | -                                                                      |                                                                        |
| 17-11-2015                                                             | Radès                                                                  | Tunisia                                                                | 2 – 1                                                                  | Mauritania                                                             | Qual. Mondiali 2018                                                    | -                                                                      |                                                                        |
| 18-1-2016                                                              | Kigali                                                                 | Tunisia                                                                | 2 – 2                                                                  | Guinea                                                                 | Campionato delle Nazioni Africane 2016 - 1º turno                      | -                                                                      |                                                                        |
| 22-1-2016                                                              | Kigali                                                                 | Tunisia                                                                | 1 – 1                                                                  | Nigeria                                                                | Campionato delle Nazioni Africane 2016 - 1º turno                      | -                                                                      |                                                                        |
| 26-1-2016                                                              | Kigali                                                                 | Niger                                                                  | 0 – 5                                                                  | Tunisia                                                                | Campionato delle Nazioni Africane 2016 - 1º turno                      | -                                                                      |                                                                        |
| 31-1-2016                                                              | Kigali                                                                 | Tunisia                                                                | 1 – 2                                                                  | Mali                                                                   | Campionato delle Nazioni Africane 2016 - Quarti di finale              | -                                                                      |                                                                        |
| 25-3-2016                                                              | Monastir                                                               | Tunisia                                                                | 1 – 0                                                                  | Togo                                                                   | Qual. Coppa d'Africa 2017                                              | -                                                                      |                                                                        |
| 29-3-2016                                                              | Lomé                                                                   | Togo                                                                   | 0 – 0                                                                  | Tunisia                                                                | Qual. Coppa d'Africa 2017                                              | -                                                                      |                                                                        |
| 15-11-2016                                                             | Gabès                                                                  | Tunisia                                                                | 0 – 0                                                                  | Mauritania                                                             | Amichevole                                                             | -                                                                      |                                                                        |
| 4-1-2017                                                               | Tunisi                                                                 | Tunisia                                                                | 2 – 0                                                                  | Uganda                                                                 | Amichevole                                                             | -                                                                      | 67’                                                                    |
| 16-10-2018                                                             | Niamey                                                                 | Niger                                                                  | 1 – 2                                                                  | Tunisia                                                                | Qual. Coppa d'Africa 2019                                              | -                                                                      |                                                                        |
| 21-9-2019                                                              | Radès                                                                  | Tunisia                                                                | 1 – 0                                                                  | Libia                                                                  | Q. Campionato delle Nazioni Africane 2020                              | -                                                                      |                                                                        |
| 3-9-2021                                                               | Radès                                                                  | Tunisia                                                                | 3 – 0                                                                  | Guinea Equatoriale                                                     | Qual. Mondiali 2022                                                    | -                                                                      | 46’ 85’                                                                |
| 7-9-2021                                                               | Ndola                                                                  | Zambia                                                                 | 0 – 2                                                                  | Tunisia                                                                | Qual. Mondiali 2022                                                    | -                                                                      |                                                                        |
| 10-10-2021                                                             | Nouakchott                                                             | Mauritania                                                             | 0 – 0                                                                  | Tunisia                                                                | Qual. Mondiali 2022                                                    | -                                                                      |                                                                        |
| 16-11-2021                                                             | Tunisi                                                                 | Tunisia                                                                | 3 – 1                                                                  | Zambia                                                                 | Qual. Mondiali 2022                                                    | -                                                                      | 67’                                                                    |
| 30-11-2021                                                             | Al Rayyan                                                              | Tunisia                                                                | 5 – 1                                                                  | Mauritania                                                             | Coppa araba FIFA 2021 - 1º turno                                       | -                                                                      |                                                                        |
| 12-1-2022                                                              | Limbe                                                                  | Tunisia                                                                | 0 – 1                                                                  | Mali                                                                   | Coppa d'Africa 2021 - 1º turno                                         | -                                                                      | 22’                                                                    |
| 16-1-2022                                                              | Limbe                                                                  | Tunisia                                                                | 4 – 0                                                                  | Mauritania                                                             | Coppa d'Africa 2021 - 1º turno                                         | 1                                                                      |                                                                        |
| 20-1-2022                                                              | Limbe                                                                  | Gambia                                                                 | 1 – 0                                                                  | Tunisia                                                                | Coppa d'Africa 2021 - 1º turno                                         | -                                                                      | 45+2’ 57’                                                              |
| 22-9-2022                                                              | Orléans                                                                | Comore                                                                 | 0 – 1                                                                  | Tunisia                                                                | Amichevole                                                             | -                                                                      |                                                                        |
| 5-6-2024                                                               | Tunisi                                                                 | Tunisia                                                                | 1 – 0                                                                  | Guinea Equatoriale                                                     | Qual. Mondiali 2026                                                    | -                                                                      |                                                                        |
| 9-6-2024                                                               | Johannesburg                                                           | Namibia                                                                | 0 – 0                                                                  | Tunisia                                                                | Qual. Mondiali 2026                                                    | -                                                                      |                                                                        |
| Totale                                                                 |                                                                        | Presenze                                                               | 39                                                                     |                                                                        | Reti                                                                   | 1                                                                      |                                                                        |

## Palmarès

### Club

#### Competizioni nazionali
- Coppa di Tunisia: 2

Bizertin: 2012-2013
Sfaxien: 2018-2019
- Campionato egiziano: 2

Zamalek: 2020-2021, 2021-2022
- Coppa d'Egitto: 1

Zamalek: 2020-2021

#### Competizioni internazionali
- Coppa della Confederazione CAF: 1

Zamalek: 2023-2024
- Supercoppa CAF: 1

Zamalek: 2024